# Demensförbundet
Demensförbundet är den största organisationen i Sverige som arbetar för att förbättra förhållandena för demenssjuka och deras anhöriga, både centralt och lokalt. Förbundet har en unik ideell stödverksamhet i 110 lokala demensföreningar runt om i landet med cirka 9 000 medlemmar. Demensförbundet är en svensk partipolitiskt och religiöst obunden intresseorganisation. Förbundet har inga avtal med läkemedelsindustrin. 
Förbundet bildades den 24 maj 1984, och får statligt handikappbidrag.
Ordförande är Liselotte Björk.